# Julian Gajda
Julian Gajda (ur. 1926, zm. 16 grudnia 2020) – polski agronom, prof. dr hab.

## Życiorys
Pracował w Katedrze Łąkarstwa i Kształtowania Zieleni na Wydziale Rolniczym Akademii Rolniczej w Lublinie. Był członkiem Komitetu Uprawy Roślin Polskiej Akademii Nauk.
Zmarł 16 grudnia 2020.

## Odznaczenia i wyróżnienia
- Medal Komisji Edukacji Narodowej[1]
- Diamentowa Odznaka Honorowa NOT[1]
- Odznaka „Zasłużony Pracownik Rolnictwa”[1]
- Złoty Krzyż Zasługi[1]
- Krzyż Oficerski Orderu Odrodzenia Polski[1]
- Nagroda zespołowa „Trybuny Ludu” za inicjatywy społeczne i produkcyjne (1986)[3]